# 버네사 벨
버네사 벨(영어: Vanessa Bell, 혼전성 스티븐(Stephen), 1879년 5월 30일~1961년 4월 7일)은 잉글랜드의 화가이다. 레슬리 스티븐의 장녀로 모더니즘 작가 버지니아 울프의 언니이다. 그녀는 정신분열증을 앓고 있던 동생 버지니아에게 큰 힘이 되준 인물이었다고 하며, 블룸스버리 그룹에서 함께 활동한 것으로 알려졌다.